# Sophie Piccard
Sophie Piccard (Sint-Petersburg, 27 september 1904 - Neuchâtel, 6 januari 1990) was een Zwitserse wiskundige en hooglerares. Ze was de eerste vrouwelijke gewone hooglerares aan een Romandische universiteit.

## Biografie
Sophie Piccard was een dochter van Eugène Ferdinand Piccard, een professor, en van Eulalie Güée, een schrijfster en lerares. Ze behaalde een diploma aan de universiteit van Smolensk in Rusland en verhuisde in 1925 met haar ouders naar Zwitserland. Vervolgens studeerde ze wetenschappen in Lausanne, waar ze in 1927 een licentiaat behaalde en in 1929 doctor in de wiskunde werd.
Van 1929 tot 1932 werkte ze vervolgens als actuaris voor verzekeringsmaatschappij La Neuchâteloise, om nadien tot 1935 aan de slag te gaan als secretaris bij het Feuille d'Avis de Neuchâtel.
Van 1938 tot 1943 was ze buitengewoon hooglerares geometrie aan de Universiteit van Neuchâtel. Vanaf 1942 was ze tevens docente actuariële wetenschappen. In 1943 werd ze de eerste vrouwelijke gewone hooglerares aan een Romandische universiteit. Ze bleef gewoon hooglerares tot 1974. Vanaf 1940 leidde ze het wiskundecentrum van Neuchâtel, een buitenuniversitaire instelling.
Ze bewerkte ook de werken die haar moeder schreef over de Russische geschiedenis en literatuur.